# Troféu Gustavo Kuerten
O Troféu Gustavo Kuerten de Excelência no Esporte é a premiação concedida aos destaques do ano no esporte de Santa Catarina. Assinado pelo governador Luiz Henrique da Silveira no início de 2008, o decreto de nº 1.279, tem como objetivo agraciar atletas e instituições catarinenses que se destacaram em âmbito estadual, nacional ou internacional durante o ano no esporte.
A iniciativa é do governo do estado em conjunto com a Secretaria de Estado de Turismo, Cultura e Esporte. Na temporada de 2011 as regras da premiação sofreram grandes mudanças, com a inclusão de votação popular e o aumento de premiações.

## Categorias
O prêmio é distribuído em cinco categorias:
- Melhor atleta;
- Atleta-revelação;
- Melhor entidade esportiva (incluindo federação, clube, academia ou escola);
- Melhor técnico esportivo;
- Melhor equipe.

A partir de 2010, foi instituído também o prêmio para atletas paraolímpicos.

## Gustavo Kuerten

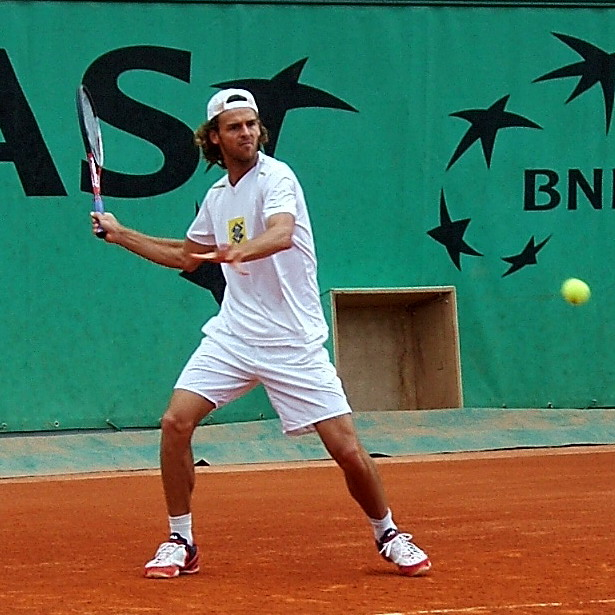
Gustavo Kuerten.

Gustavo Kuerten conhecido como Guga, é um ex-tenista profissional brasileiro, é considerado o maior tenista masculino brasileiro de todos os tempos. Entre os seus principais títulos está o tri-campeonato do Grand Slam de Roland Garros.

## Os escolhidos
| Ano  | Atleta                                             | Revelação                         | Paraolímpico                 | Entidade                                       | Técnico                     | Equipe                    |
| ---- | -------------------------------------------------- | --------------------------------- | ---------------------------- | ---------------------------------------------- | --------------------------- | ------------------------- |
| 2008 | Marquinhos Santos (Avaí)                           | Bianca Mafra (Karatê)             | —                            | Fundação Municipal de Desportos de Blumenau    | Silas (Avaí)                | Avaí Futebol Clube        |
| 2009 | Bruninho (Cimed)                                   | Angélica Roberta Passold (Xadrez) | —                            | Ciser/Araldite/Univille                        | Marcos Pacheco (Cimed)      | Unoesc                    |
| 2010 | Bruno Fontes (Vela)                                | Tamiris de Liz (Atletismo)        | Julia de Almeida Weiss (CED) | Associação Corville de Atletismo de Joinville  | Márcio Goiano (Figueirense) | Figueirense Futebol Clube |
| 2011 | Luisa Matsuo Ronieri da Silva Pinto (profissional) | Luy Mauriki Dias de Lima          | Sheila Finder                | CEPE - Centro Esportivo para Pessoas Especiais | Maria Helena Kraeski        | Atletismo Rio do Sul      |

| Ano  | O Melhor Atleta                             | A Melhor Atleta                             | O Melhor Atleta de futebol profissional     | O Melhor Atleta paradesportivo  | A Melhor Atleta paradesportiva           | Revelação                                     | Revelação do paradesporto             | Entidade Esportiva                                                                 | Entidade Paradesportiva                                          | Técnico                                | Técnico do Paradesporto                                    | Equipe                                                    | Equipe paradesportiva                                                               | Arbitro                                  | Arbitro do Paradesporto                                     |   |
| ---- | ------------------------------------------- | ------------------------------------------- | ------------------------------------------- | ------------------------------- | ---------------------------------------- | --------------------------------------------- | ------------------------------------- | ---------------------------------------------------------------------------------- | ---------------------------------------------------------------- | -------------------------------------- | ---------------------------------------------------------- | --------------------------------------------------------- | ----------------------------------------------------------------------------------- | ---------------------------------------- | ----------------------------------------------------------- | - |
| 2013 | Jucian Rafael Alcantara Pereira (atletismo) | Vanessa Feliciano (xadrez)                  | Rafael Costa dos Santos                     | Roberto Alcalde Rodrigues       | Sheila Finder                            | Bruna Maria Cestrem                           | Pablo Felipe da Silva                 | Iate Clube de Santa Catarina Veleiros da Ilha                                      | AFADEFI - Associação de Apoio às Famílias de Deficientes Físicos | Jeberton Luis Fermino                  | Rosicler Ravache                                           | Equipe xadrez masculino de menores de Blumenau            | Tubarões de Floripa                                                                 | Marcia Zanon Benetti                     | —                                                           |   |
| 2014 | Pedro Barros (skate)                        | Fernanda Schimitz Goulart Delgado (natação) | Tiago Volpi                                 | Rodrigo Alexandre Silvério      | Sheila Finder                            | Ana Giulia Pereira de Faria Zortea            | Felipe Figueiredo Formentim           | Associação das Federações Desportivas de Santa Catarina                            | FESPORTE                                                         | James Wilson Curtipassi                | Rosicler Ravache                                           | Nova Trento                                               | Afadefi                                                                             | Paulo César Guimarães Júnior             | André Luis da Cunha                                         |   |
| 2015 | Douglas Brose (caratê)                      | Valéria Kumizaki (caratê)                   | ALEX ROBERTO SANTANA RAFAEL                 | LUCAS ANDRÉ FERRARI             | Sheila Finder                            | LUCAS VICENTE                                 | SUZANA NAHIRNEI                       | Associação de Pais e Amigos do Esporte Neotrentino                                 | Afadefi                                                          | MARIA HELENA KRAESKI                   | ALEXANDRE MEDEIROS GHIZI                                   | ASSOCIAÇÃO DE GINÁSTICA RÍTMICA DESPORTIVA DE JOINVILLE   | TÊNIS DE MESA PARADESPORTO ASSOCIAÇÃO DOS DEFICIENTES FÍSICOS DE CRICIÚMA - JUDECRI | PAULO LUIS BEAL                          | ELIZABETH ALBANO                                            | — |
| 2016 | Felipe Wu (tiro)                            | Jessica Maier (ginástica rítmica)           |                                             | YMANITU SILVA (Tênis)           | SHEILA FINDER (Atletismo)                | TAINAN DALPRÁ COSTA (Jiu Jitsu)               | IZABELA DIAS DE SOUZA (Natação)       | ASSOCIAÇÃO DESPORTIVA GUARACIABA (Voleibol)                                        | AFADEFI – ASSOCIAÇÃO DE APOIO AS FAMÍLIAS DE DEFICIENTES FÍSICOS | VANDERLEI MACHADO DE OLIVEIRA (Karatê) | ANA MARIA FONSECA TEIXEIRA (Basquete em Cadeiras de Rodas) | ASSOCIAÇÃO RIO DO SUL VÔLEI (Voleibol)                    | FUNDAÇÃO CATARINENSE DE EDUCAÇÃO ESPECIAL – FCEE (Bocha)                            | CRISTIANO JESUS MARANHO (Basquetebol)    | DEIVIS ELTON SCHLICKMANN FRAINER (Atletismo)                |   |
| 2017 | EDER GIOVANI LUCIANO (Bodyboarding)         | MARIANY HATORI MIYAMOTO (Ginástica Rítmica) | Douglas Friedrich                           | BRUNO BECKER DA SILVA (Natação) | SUÉLEN MARCHESKI DE OLIVEIRA (Atletismo) | LUCAS MORESCO ZIMMERMANN (Bicicross)          | EMANUELLY KEILLA REMOALDO (Atletismo) | DESTERRO RUGBY CLUBE                                                               | ASSOCIAÇÃO DO PARADESPORTO DE BLUMENAU – APESBLU (Atletismo)     | VANESSA HAGEMAN (Ginástica Rítmica)    | GUILHERME RIBEIRO SOARES (Remo paralímpico)                | ADIEE UDESC FME – JUVENIL – Modalidade: Ginástica Rítmica | EQUIPE FME / MAMPITUBA DE TÊNIS DE MESA PARALÍMPICO                                 | BERNADETE CONTE (Atletismo)              | ADEMAR JOSÉ KAMMLER (Atletismo)                             |   |
| 2018 | Pedro Boscardin Dias (tênis)                | Kathiê Librelato (xadrez)                   | Betão (Avaí)                                | Flávio Reitz (atletismo)        | Camila Müller (atletismo)                | Douglas Hernandes Mendes da Silva (atletismo) | Isaac Lorenzo de Jesus (natação)      | Gaspar Black Hawks – Associação de Futebol Americano de Gaspar (futebol americano) | Associação Surf sem Fronteiras (surfe adaptado)                  | Anderson Andres (badminton)            | Alan Marttos Helbok                                        | Associação Esportiva Guaraciaba (voleibol)                | Clube de Regatas Aldo Luz (remo paralímpico)                                        | Maria Cristina Ferreira Santos (natação) | Marcelo da Silva Schluter (basquetebol em cadeira de rodas) |   |
| 2019 | Douglas Brose (caratê)                      | Gabriela Giraldi (patinação artística)      | Gabriel Bodin Vieira Santos (Marcílio Dias) | Bruno Becker da Silva (natação) | Sylvia Helena Braga (surf adaptado)      | Calebe Lazarotti (xadrez)                     | Catarina Martins Machado (natação)    | Associação Desportiva de Voleibol – ADV (voleibol)                                 | Associação dos Pais e Amigos dos Excepcionais (APAE) de Caçador  | Karina Patricia de Souza (voleibol)    | Alexandre Mederiso Ghizi (tênis de mesa paralímpico)       | Kindermann/Avaí (futebol feminino)                        | Equipe Paralímpica de Tênis de Mesa DF de Criciúma                                  | Guilherme Locatelli (basquete)           | Isaky Anderson Coelho (jiu-jitsu paradesportivo)            |   |